# Canton de Doué-en-Anjou
Le canton de Doué-en-Anjou, précédemment appelé canton de Doué-la-Fontaine, est un canton français située dans le département de Maine-et-Loire et la région Pays de la Loire.
Au redécoupage cantonal de 2014, le canton qui comptait douze communes en compte dès lors trente-quatre.

## Histoire

### Histoire de 1790 à 2014

Carte du canton en 2014.

Le  canton de Doué-la-Fontaine (chef-lieu) est créé en 1790 (Doué en 1793, Doué en 
1801, Doué-la-Fontaine en 1933). Il est intégré au district de Saumur, puis en 1800 à l'arrondissement de Saumur.
À l'origine le canton comprend quatorze communes, nombre réduit à douze par la suite.
Avant la réforme territoriale de 2013, le canton compte douze communes que sont Brigné, Concourson-sur-Layon, Dénezé-sous-Doué, Doué-la-Fontaine, Forges, Louresse-Rochemenier, Martigné-Briand, Meigné, Montfort, Saint-Georges-sur-Layon, Les Ulmes et Les Verchers-sur-Layon.
Situé dans le Saumurois, ce canton est organisé autour de Doué-la-Fontaine dans l'arrondissement de Saumur. Sa superficie est de plus de 233 km2 (23 345 hectares), et son altitude varie de 26 mètres (Martigné-Briand) à 109 mètres (Forges), pour une altitude moyenne de 66 mètres. Il compte 14 490 habitants en 2009.

### Histoire depuis 2015
Le nouveau découpage territorial pour le département de Maine-et-Loire est défini par le décret du 26 février 2014. La composition du canton est alors remodelée, avec une entrée en vigueur au renouvellement des assemblées départementales de mars 2015. Il comprend dès lors les communes suivantes : Ambillou-Château, Antoigné, Brézé, Brigné, Brossay, Chemellier, Chênehutte-Trèves-Cunault, Cizay-la-Madeleine, Concourson-sur-Layon, Le Coudray-Macouard, Courchamps, Coutures, Dénezé-sous-Doué, Doué-la-Fontaine (bureau centralisateur), Épieds, Forges, Gennes, Grézillé, Louerre, Louresse-Rochemenier, Meigné, Montfort, Montreuil-Bellay, Noyant-la-Plaine, Le Puy-Notre-Dame, Saint-Cyr-en-Bourg, Saint-Georges-des-Sept-Voies, Saint-Georges-sur-Layon, Saint-Just-sur-Dive, Saint-Macaire-du-Bois, Le Thoureil, Les Ulmes, Vaudelnay, Les Verchers-sur-Layon.
À la suite du décret du 5 mars 2020, le canton prend le nom de son bureau centralisateur, Doué-en-Anjou.

## Représentation

### Conseillers d'arrondissement (de 1833 à 1940)
| Période                                  | Période      | Identité                                                              | Étiquette         | Qualité |
| ---------------------------------------- | ------------ | --------------------------------------------------------------------- | ----------------- | --- |
| 1833                                     | 1848         | Athanase Pierre Désiré Bineau-Guibert (Bineau-Chevallier) (1785-1859) |                   | Négociant, ancien maire de Doué (1821-1830)                                                                                               |
|                                          |              |                                                                       |                   | |
|                                          | 1902         | Comte Louis Charles Henri de Geoffre de Chabrignac (1860-1902)        |                   | Lieutenant au 26ème dragon,Capitaine de cavalerie au service de l'état major de l'armée territoriale, propriétaire aux Verchers-sur-Layon |
|                                          |              |                                                                       |                   | |
| 1919                                     | 1922 (décès) | Auguste Boivin                                                        |                   | Maire de Saint-Georges-sur-Layon |
| 1922                                     | 1940         | Louis Jousset (1890-1969)                                             | Conservateur -URD | Propriétaire viticulteur, maire de Concourson-sur-Layon                                                                                   |
| 1940                                     |              |                                                                       |                   | Les conseils d'arrondissement ont été suspendus par la loi du 12 octobre 1940 et n'ont jamais été réactivés                               |
| Les données manquantes sont à compléter. |              |                                                                       |                   | |

### Conseillers généraux de  1833 à 2015
Le canton de Doué-la-Fontaine est la circonscription électorale servant à l'élection des conseillers généraux, membres du conseil général de Maine-et-Loire.
| Période | Période      | Identité                               | Étiquette                | Qualité                                                                                         |
| ------- | ------------ | -------------------------------------- | ------------------------ | ----------------------------------------------------------------------------------------------- |
| 1833    | 1848         | Pierre Vaslin-Guionis                  |                          | Maire de Doué-la-Fontaine (1830-1848)                                                           |
| 1848    | 1852         | Eugène Tessié de La Motte              | Centre droit             | Maire des Rosiers-sur-Loire Député (1837-1849)                                                  |
| 1852    | 1871         | Raoul de La Selle                      |                          | Maire de Meigné                                                                                 |
| 1871    | 1877         | Louis-Théodore de Cambourg (1803-1881) | Droite                   | Propriétaire à Angers                                                                           |
| 1877    | 1878 (décès) | Alexandre Genest                       | Républicain              | Général                                                                                         |
| 1878    | 1880 (décès) | Camille Guionis-Joubert                |                          | Maire de Doué-la-Fontaine (1848-1880)                                                           |
| 1880    | 1895         | Athanase Bineau fils (1820-1896)       | Droite                   | Maire de Doué-la-Fontaine (1884-1892)                                                           |
| 1895    | 1901         | Camille Lionet                         | Républicain              | Docteur-médecin - Maire de Doué-la-Fontaine (1901-1904)                                         |
| 1901    | 1919         | Omer-Elie Milsonneau                   | Droite                   | Docteur-médecin à Doué-la-Fontaine                                                              |
| 1919    | 1940         | Jean de Geoffre de Chabrignac          | Conservateur-PSF         | Propriétaire Conseiller municipal des Verchers-sur-Layon Nommé conseiller départemental en 1943 |
|         |              |                                        |                          |                                                                                                 |
| 1945    | 1961         | Jean de Geoffre de Chabrignac          | DVD-RPF puis RS puis UNR | Député (1946-1951) Sénateur (1951-1965) Conseiller municipal des Verchers-sur-Layon             |
| 1961    | 1992         | Joseph Touchais                        | DVD puis UDF-CDS         | Adjoint au Maire de Doué-la-Fontaine                                                            |
| 1992    | 2004         | Jean-Pierre Pohu                       | app. RPR                 | Notaire Maire de Doué-la-Fontaine (1995-2014)                                                   |
| 2004    | 2015         | Bruno Cheptou                          | PS                       | Technicien en informatique industrielle Conseiller municipal de Doué-la-Fontaine                |

#### Résultats électoraux
- Élections cantonales de 2004 : Bruno Cheptou (PS) est élu au 2e tour avec 51,01 % des suffrages exprimés, devant Jean-Pierre Pohu (UMP) (48,99 %). Le taux de participation est de 62,91 % (6 320 votants sur 10 046 inscrits)[14].
- Élections cantonales de 2011 : Bruno Cheptou  (PS) est élu au 1er tour avec 52,86 % des suffrages exprimés, devant Jean-Pierre Pohu  (UMP) (35,54 %) et Danielle Duret  (FN) (5,02 %). Le taux de participation est de 35,59 % (6 734 votants sur 18 919 inscrits)[15].
- Élections départementales de 2015 : Bruno Cheptou et Jocelyne Martin (DVG) sont élus au 2e tour avec 38,75% des suffrages exprimés, devant Alain Lauriou et Colette Gagneux (DVD) (32,50%) et Benoît Lépine et Simone Matrat (FN) (28,75%). Le taux de participation est de 55.17 % (13 298 votants sur 24 104 inscrits)[16].

### Représentation depuis 2015
À partir du renouvellement des assemblées départementales de 2015, le canton devient la circonscription électorale servant à l'élection des conseillers départementaux, membres du conseil départemental de Maine-et-Loire.
| Période élective | Période élective | Mandat | Mandat   | Identité        | Nuance | Nuance | Qualité |
| ---------------- | ---------------- | ------ | -------- | --------------- | ------ | ------ | --- |
| 2015             | 2021             | 2015   | 2021     | Bruno Cheptou   |        | DVG    | Technicien en informatique industrielle Conseiller municipal de Doué-la-Fontaine Conseiller communautaire de la CC région de Doué-la-Fontaine                                                      |
| 2015             | 2021             | 2015   | 2021     | Jocelyne Martin |        | DVG    | Directrice du centre de formation agricole Maire de Montreuil-Bellay (2008-2014) Conseillère municipale de Montreuil-Bellay (2014- ) Conseillère communautaire de la CA Saumur Loire Développement |
| 2021             | 2028             | 2021   | en cours | Bruno Cheptou   |        | DVG    | Conseiller sortant, conseiller municipal de Doué-en-Anjou |
| 2021             | 2028             | 2021   | en cours | Jocelyne Martin |        | DVG    | Conseillère sortante |

À l'issue du 1er tour des élections départementales de 2015, trois binômes sont en ballotage : Bruno Cheptou et Jocelyne Martin (Union de la Gauche, 30,67 %), Benoît Lepine et Simone Matrat (FN, 29,36 %) et Colette Gagneux et Alain Lauriou (Union de la Droite, 29,11 %). Le taux de participation est de 52,44 % (12 635 votants sur 24 094 inscrits) contre 49,68 % au niveau départemental et 50,17 % au niveau national.
Au second tour, Bruno Cheptou et Jocelyne Martin (Union de la Gauche) sont élus avec 38,75 % des suffrages exprimés et un taux de participation de 55,17 % (4 975 voix pour 13 298 votants et 24 104 inscrits).

## Composition

### Composition avant 2015
Le canton regroupait 12 communes.
| Nom                          | Code Insee | Codepostal | Superficie (km2) | Population (dernière pop. légale) | Densité (hab./km2) |
| ---------------------------- | ---------- | ---------- | ---------------- | --------------------------------- | ------------------ |
| Doué-la-Fontaine (chef-lieu) | 49125      | 49700      | 35,90            | 7 521 (2012)                      | 209                |
| Brigné                       | 49047      | 49700      | 14,63            | 415 (2012)                        | 28                 |
| Concourson-sur-Layon         | 49104      | 49700      | 18,21            | 554 (2012)                        | 30                 |
| Dénezé-sous-Doué             | 49121      | 49700      | 23,77            | 461 (2012)                        | 19                 |
| Forges                       | 49141      | 49700      | 9,01             | 274 (2012)                        | 30                 |
| Louresse-Rochemenier         | 49182      | 49700      | 25,82            | 805 (2012)                        | 31                 |
| Martigné-Briand              | 49191      | 49540      | 27,21            | 1 859 (2012)                      | 68                 |
| Meigné                       | 49198      | 49700      | 13,19            | 365 (2012)                        | 28                 |
| Montfort                     | 49207      | 49700      | 4,41             | 110 (2012)                        | 25                 |
| Saint-Georges-sur-Layon      | 49282      | 49700      | 22,50            | 790 (2012)                        | 35                 |
| Les Ulmes                    | 49359      | 49700      | 8,10             | 584 (2012)                        | 72                 |
| Les Verchers-sur-Layon       | 49365      | 49700      | 30,70            | 913 (2012)                        | 30                 |

### Composition depuis 2015
Lors du redécoupage de 2014, le canton de Doué-la-Fontaine groupait trente-quatre communes entières.
À la suite de la création des communes nouvelles de Gennes-Val de Loire, Tuffalun, Brissac Loire Aubance et Bellevigne-les-Châteaux et au décret du 5 mars 2020 rattachant entièrement la commune nouvelle de Bellevigne-les-Châteaux au canton de Doué-en-Anjou, le canton compte désormais 17 communes entières et deux fractions.
| Nom                                   | Code Insee | Intercommunalité       | Superficie (km2) | Population (dernière pop. légale)               | Densité (hab./km2) | Modifier                                    |
| ------------------------------------- | ---------- | ---------------------- | ---------------- | ----------------------------------------------- | ------------------ | ------------------------------------------- |
| Doué-en-Anjou (bureau centralisateur) | 49125      | CA Saumur Val de Loire | 148,55           | 11 227 (2022)                                   | 76                 | modifier les données · modifier les données |
| Antoigné                              | 49009      | CA Saumur Val de Loire | 17,87            | 450 (2022)                                      | 25                 | modifier les données · modifier les données |
| Bellevigne-les-Châteaux               | 49060      | CA Saumur Val de Loire | 35,10            | 3 450 (2022)                                    | 98                 | modifier les données · modifier les données |
| Brissac Loire Aubance                 | 49050      | CC Loire Layon Aubance | 120,89           | Fraction : 1 355 (2022) Commune : 11 000 (2022) | 91                 | modifier les données · modifier les données |
| Brossay                               | 49053      | CA Saumur Val de Loire | 4,79             | 348 (2022)                                      | 73                 | modifier les données · modifier les données |
| Cizay-la-Madeleine                    | 49100      | CA Saumur Val de Loire | 19,29            | 473 (2022)                                      | 25                 | modifier les données · modifier les données |
| Le Coudray-Macouard                   | 49112      | CA Saumur Val de Loire | 13,40            | 935 (2022)                                      | 70                 | modifier les données · modifier les données |
| Courchamps                            | 49113      | CA Saumur Val de Loire | 6,99             | 530 (2022)                                      | 76                 | modifier les données · modifier les données |
| Dénezé-sous-Doué                      | 49121      | CA Saumur Val de Loire | 23,77            | 442 (2022)                                      | 19                 | modifier les données · modifier les données |
| Épieds                                | 49131      | CA Saumur Val de Loire | 26,99            | 719 (2022)                                      | 27                 | modifier les données · modifier les données |
| Gennes-Val-de-Loire                   | 49261      | CA Saumur Val de Loire | 144,94           | Fraction : 5 003 (2022) Commune : 8 452 (2022)  | 58                 | modifier les données · modifier les données |
| Louresse-Rochemenier                  | 49182      | CA Saumur Val de Loire | 25,82            | 895 (2022)                                      | 35                 | modifier les données · modifier les données |
| Montreuil-Bellay                      | 49215      | CA Saumur Val de Loire | 48,96            | 3 716 (2022)                                    | 76                 | modifier les données · modifier les données |
| Le Puy-Notre-Dame                     | 49253      | CA Saumur Val de Loire | 16,04            | 1 089 (2022)                                    | 68                 | modifier les données · modifier les données |
| Saint-Just-sur-Dive                   | 49291      | CA Saumur Val de Loire | 7,24             | 386 (2022)                                      | 53                 | modifier les données · modifier les données |
| Saint-Macaire-du-Bois                 | 49302      | CA Saumur Val de Loire | 13,06            | 442 (2022)                                      | 34                 | modifier les données · modifier les données |
| Tuffalun                              | 49003      | CA Saumur Val de Loire | 39,42            | 1 734 (2022)                                    | 44                 | modifier les données · modifier les données |
| Les Ulmes                             | 49359      | CA Saumur Val de Loire | 8,10             | 553 (2022)                                      | 68                 | modifier les données · modifier les données |
| Vaudelnay                             | 49364      | CA Saumur Val de Loire | 25,48            | 1 122 (2022)                                    | 44                 | modifier les données · modifier les données |
| Canton de Doué-en-Anjou               | 4914       |                        |                  | 34 869 (2022)                                   |                    | modifier les données                        |

## Démographie

### Démographie avant 2015
| 1962   | 1968   | 1975   | 1982   | 1990   | 1999   | 2006   | 2011   | 2012   |
| ------ | ------ | ------ | ------ | ------ | ------ | ------ | ------ | ------ |
| 12 339 | 12 322 | 12 394 | 12 586 | 13 186 | 13 538 | 14 121 | 14 645 | 14 651 |

### Démographie depuis 2015
En 2022, le canton comptait 34 869 habitants, en évolution de +2,74 % par rapport à 2016 (Maine-et-Loire : +2,12 %, France hors Mayotte : +2,11 %).
| 2013   | 2018   | 2022   |
| ------ | ------ | ------ |
| 33 995 | 33 705 | 34 869 |